# Greenleaf Whittier Pickard
Greenleaf Whittier Pickard (Portland, 14 de fevereiro de 1877 — Newton, 8 de janeiro de 1956) foi um pioneiro do rádio estadunidense.

## Patentes
- Patente E.U.A. 796 011 - Electrostatic separation
- Patente E.U.A. 796 012 - Electrostatic separation
- Patente E.U.A. 827 115 - Electrostatic separation
- Patente E.U.A. 827 116 - Electrostatic separation
- Patente E.U.A. 836 531 - Means for receiving intelligence communicated by electric waves (silicon detector), 1906
- Patente E.U.A. 840 802 - Electrostatic separator,1907
- Patente E.U.A. 845 316 - Means for receiving intelligence communicated by electric waves (Sulfato de cobre solution detector), 1907
- Patente E.U.A. 876 996 - Intelligence intercommunication by magnetic wave component, 1908
- Patente E.U.A. 877 451 - Means for receiving intelligence communicated by electric waves (spring-loaded detector contact), 1908
- Patente E.U.A. 886 154 - Oscillation receiver (fused zinc oxide detector), 1908
- Patente E.U.A. 888 191 - Oscillation receiver (polished silicon detector, 1908
- Patente E.U.A. 904 222 - Oscillation detecting means (Molibdenite detector), 1908
- Patente E.U.A. 912 613 - Oscillation detector and rectifier ("plated" carbeto de silício detector with DC bias), G.W. Pickard, 1909
- Patente E.U.A. 912 726 - Oscillation receiver (fractured surface red zinc oxide (zincite) detector), 1909
- Patente E.U.A. 933 263 - Oscillation device (iron pyrite detector), 1909
- Patente E.U.A. 956 165
- Patente E.U.A. 1 104 073 - Detector for wireless telegraphy and telephony (looped or humped springy wire detector contact), 1914
- Patente E.U.A. 1 118 228 - Oscillation detectors (pairs of minerals), 1914
- Patente E.U.A. 1 128 817 - Valve detector for wireless (vacuum tube with conducting shield to drain static), 1915
- Patente E.U.A. 1 185 711 - Receiver for wireless telephony and telegraphy (interrupted or switched circuit instead of rectifier), 1916
- Patente E.U.A. 1 213 250 - Means for receiving intelligence communicated by electric waves (receiving circuit, divided from #836531), 1917
- Patente E.U.A. 1 476 102 - Optical selection of split mica sheets
- Patente E.U.A. 1 561 483 - Distinguishing dielectric sheets
- Patente E.U.A. 1 676 745 - Electrical reactance and method and apparatus
- Patente E.U.A. 1 907 571
- Patente E.U.A. 1 918 825 - Extreme loading condenser

Reissued
- Patente E.U.A. RE13 798 - Means for receiving intelligence communicated by electric waves